# Morro de Liebre de Caspe
Morro de Liebre de Caspe es el nombre de una variedad cultivar de manzano (Malus domestica). Esta manzana está cultivada en la colección de la Estación Experimental Aula Dei (Zaragoza) con nº de accesión 3256. Así mismo está cultivada en la colección del Banco de Germoplasma del manzano de la Universidad Pública de Navarra con el Nº BGM272 de ejemplares procedentes de esquejes localizados en Caspe (capital de la comarca del Bajo Aragón-Caspe, Aragón).

## Características
El manzano de la variedad 'Morro de Liebre de Caspe' tiene un vigor medio. El árbol tiene tamaño medio y porte erecto, con tendencia a ramificar muy baja, con hábitos de fructificación en ramos cortos y largos; ramos con pubescencia ausente o muy débil; presencia de lenticelas muy escasas; grosor de los ramos grueso; longitud de los entrenudos media.
Tamaño de las flores grandes, disposición de los pétalos superpuestos; época de floración muy precoz, con una duración de la floración corta. Incompatibilidad de alelos S2 S3 S?.
Las hojas tienen una longitud del limbo de tamaño medio, con color verde oscuro, pubescencia presente, con la superficie poco brillante; forma del limbo es biojival, forma del ápice apicular, forma de los dientes ondulados, y la forma de la base del limbo redondeado. Plegamiento del limbo con porte caído; estípulas ausentes; longitud del pecíolo largo.
La variedad de manzana 'Morro de Liebre de Caspe' tiene un fruto de tamaño medio a grande, de forma oblongo cónica; con color de fondo verde, con sobre color de importancia bicolor, color del sobre color naranja, reparto del sobre color en placas continuas, y una sensibilidad al "russeting"(pardeamiento áspero superficial que presentan algunas variedades) ausente o muy débil; con una elevación del pedúnculo que sobresale un poco, grosor de pedúnculo fino, longitud del pedúnculo medio, anchura de la cavidad peduncular es pequeña, profundidad cavidad pedúncular grande; profundidad de la cavidad calicina es grande, anchura de la cavidad calicina es media; apertura del ojo cerrado; color de la carne blanca; acidez débil, azúcar medio, y firmeza de la carne alta.
Época de maduración y recolección tardía. Se usa como manzana de mesa.

## Susceptibilidades
- Oidio: ataque fuerte
- Moteado: ataque débil
- Fuego bacteriano: ataque débil
- Carpocapsa: no presenta
- Pulgón verde: ataque medio
- Araña roja: ataque medio[4]